# Archiwum Narodowe Portugalii
Torre do Tombo (port. Arquivo National da Torre do Tombo), w polskich publikacjach także Archiwum Narodowe Portugalii – archiwum państwowe Portugalii z siedzibą w Lizbonie, założone najprawdopodobniej za panowania Ferdynanda I Burgundzkiego, wzmiankowane po raz pierwszy w 1378 roku. 
W zbiorach archiwum znajduje się kolekcja manuskryptów Corpo Cronológico obejmująca ponad 83 tysiące dokumentów o odkryciach portugalskich głównie z XV–XVI wieku, która w 2007 roku została wpisana na międzynarodową listę UNESCO Pamięć Świata. W archiwum przechowywany jest również list Pero Vaz de Caminhy z 1500 roku zawierający pierwszy opis Brazylii. List został wpisany na a międzynarodową listę UNESCO Pamięć Świata w 2005 roku. 

## Historia
Archiwum jest jedną z najstarszych instytucji państwowych Portugalii. Założone najprawdopodobniej już za panowania Ferdynanda I Burgundzkiego (1367–1383), wzmiankowane po raz pierwszy w 1378 roku. W archiwum przechowywano dokumenty królewskie, administracji państwowej Portugalii oraz terytoriów zamorskich. 
Jego pierwszą siedzibą była jedna z wież zamku św. Jerzego w Lizbonie – Torre do Tombo, zniszczona podczas trzęsienia ziemi w 1755 roku. Zbiory archiwum uratowano i przeniesiono do klasztoru São Bento da Saúde. Jeszcze w XVI wieku rozpoczęto katalogowanie zbiorów, wprowadzono rejestrację dokumentów i zaczęto prowadzić ich spisy. 
Od 1991 roku archiwum znajduje się w nowym gmachu na terenie kampusu Uniwersytetu Lizbońskiego. 

## Zbiory
W archiwum przechowywanych jest wiele dokumentów związanych z portugalskimi odkryciami geograficznymi, m.in. zbiory Corpo Cronológico i oryginały traktatu z Tordesillas z 1494 roku i listu Pero Vaz de Caminhy z 1500 roku zawierającego pierwszy opis Brazylii, wpisanych na międzynarodową listę UNESCO Pamięć Świata. 
Kolekcja Corpo Cronológico powstała z inicjatywy dyrektora archiwów Manuela da Maia w XVIII wieku. De Maia podzielił zgromadzone dokumenty na trzy części według kryterium chronologicznego – stąd nazwa kolekcji. Kolekcja obejmuje 83 212 manuskrypty z okresu 1161–1699, przy czym najwięcej dokumentów pochodzi z XV–XVI wieku. Oferują one relacje portugalskich odkrywców z wypraw do Afryki, Azji i Ameryki Południowej, pierwsze opisy nowo odkrywanych terytoriów oraz informacje na temat stosunków Portugalii z innymi krajami.